# زمین‌لرزه ۱۹۸۶ یونان
زمین‌لرزه یونان  در تاریخ ۱۳ سپتامبر ۱۹۸۶ میلادی، برابر با ‎۲۲ شهریور ۱۳۶۵، ساعت ۱۷:۲۴:۳۱ به زمان یوتی‌سی در یونان رخ داد. ژرفای این زلزله ۱۵٫۹ کیلومتر بود، و بزرگی آن ۵٫۹ در مقیاس Mw اعلام شده‌است. زمین‌لرزه به وقت محلی در روز شنبه، ساعت ۱۹ روی داده و منطقه زمانی آن یوتی‌سی +۲ بوده‌است (با لحاظ تغییر ساعت تابستانی).
سازمان زمین‌شناسی آمریکا نیز رومرکز این زمین‌لرزه را در مختصات ۳۷°۰۰′۵۰″شمالی ۲۲°۱۰′۳۴″شرقی / ۳۷٫۰۱۴°شمالی ۲۲٫۱۷۶°شرقی و ژرفای آنرا در ۱۱ کیلومتر گزارش کرده‌است. بزرگی برگزیدهٔ این سازمان از میان بزرگیهای محاسبه‌شدهٔ مختلف ۵٫۷ در مقیاس ML بوده و از دید اثر، در میان چهار دسته‌بندی «نامحسوس»، «محسوس»، «زیان‌آور» یا «با تلفات»، زلزله را «با تلفات» اعلام کرده‌است.
پروژهٔ «تنسور گشتاور مرکزوار» زاویه‌های (راستا، شیب، ریک) گسل سازندهٔ زمین‌لرزه و صفحه عمود بر آنرا (°۳۵۰، °۴۶، °۱۳۰-) یا (°۲۲۱، °۵۶، °۵۶-) و نوع گسل را «عادی» فرارسانده‌است.
شمار کشتگان زلزله حدود ۲۱ نفر بوده‌است.تعداد زخمیان ۳۰۰ نفر برآورده شده‌است.بی‌خانمان شدگان نیز ۲۵۰۰ نفر اعلام شده‌است.